# Sinclair (Wyoming)
Sinclair város az USA Wyoming államában, Carbon megyében. Lakosainak száma 374 fő (2020. április 1.).

## Népesség
A település népességének változása:

| 2010 | 433 |
| 2020 | 374 |